# Geokichla wardii
El zorzal de Ward (Geokichla wardii) es una especie de ave paseriforme de la familia Turdidae. Cría en los Himalayas. Es un ave migratoria, que inverna principalmente en Sri Lanka y en menor número en el sur de la India.
Esta especie poco común se reproduce en altitudes de 1500 a 2500 m sobre el nivel del mar en los bosques densos del Himalaya. Las áreas de invernada son similares pero incluyen áreas menos densamente boscosas, y están situadas entre 750 y 1500 metros de altitud. El zorzal de Ward, como muchos zorzales dentro del género Zoothera, puede ser muy callado, pasando desapercibido, especialmente cuando cría.
Quizás el mejor lugar para ver esta difícil especie es el Parque Victoria en Nuwara Eliya, Sri Lanka, donde se reúne un número de aves cerca del arroyo en la mañana.
Los zorzales de Ward son omnívoros, pero comen más insectos que frutas. Se alimentan en el suelo y son generalmente solitarios, aunque en invierno forman bandadas poco unidas.
Miden unos 22 cm de largo. Los machos son aves elegantes, con negro en el dorso, una ceja blanca larga y en las cobertoras y terciarias de las alas y en la rabadilla y la cola las plumas tienen las puntas blancas. Las partes de abajo son blancas con los flancos con manchas negras. El pico y las piernas son amarillos. 
El canto se parece al trino de un bulbul. Las hembras y los jóvenes tienen los mismos patrones básicos, pero el negro es remplazado por castaño oscuro, y el blanco por castaño claro. Las parte inferiores son más escamosas.
Los pulcros nidos de copa son recubiertos con hierba, ubicados en horquillas de ramas de árboles. Ponen  3-4  huevos blancos o azulados.
El nombre específico fue elegido en  honor a S. N. Ward (1813-1897), un administrador colonial británico en la India desde 1832 a 1863.